# Scipione Simonetta
Scipione Simonetta (Milano, 1524 – Madrid, 11 gennaio 1584) è stato un nobile e politico italiano.

## Biografia
Figlio di Alessandro, collaterale generale del Ducato, e di sua moglie Antonia Castiglioni, Scipione nacque a Milano negli ultimi mesi del 1524. La sua famiglia, originaria della Calabria, era eccelsa in Milano con il suo prozio Cicco Simonetta il quale era stato cancelliere del ducato di Milano sotto Francesco Sforza. Per parte di suo padre era discendente del politico e diplomatico Marcolino Barbavara. Per parte di sua madre era discendente diretto di Francesco Bussone detto il Carmagnola, celebre condottiero, e del politico e diplomatico milanese Guarnerio Castiglioni.
Nel 1526, il padre Alessandro venne creato conte palatino da Carlo V del Sacro Romano Impero con diritto di trasmissibilità, mentre nel 1530, con l'estinzione del ramo principale della casata, questi ottenne anche il feudo di Torricella, in provincia di Parma, in cosignoria col ramo locale dei Simonetta.
Scipione rimase orfano del padre ancora bambino e, coi suoi fratelli, venne affidato in cura alla madre e allo zio Giacomo, cardinale. Seguendo le orme della sua famiglia, Scipione intraprese gli studi giuridici presso l'Università degli Studi di Pavia, dal quale venne ad ogni modo cacciato nel 1549 per essere stato coinvolto in una rissa tra studenti conclusasi con gravi ferimenti. Proseguì quindi i propri studi presso l'Università di Bologna, venendo poi riammesso a Pavia su istanza di suo fratello Giovanni, vescovo di Lodi, a Ferrante Gonzaga, governatore di Milano. Ivi si laureò.
Nel 1555 sposò Margherita Brivio, figlia di Dionigi, senatore, dalla quale ebbe sette figli. In quegli stessi anni stabilì un solido legame col cognato Sforza Brivio, come pure con san Carlo Borromeo, prendendo stabile residenza nel palazzo di famiglia a Milano, nel sestiere di Porta Nuova, presso la parrocchia di San Giovanni alle Quattro Facce.
Nel 1554 ottenne di venire ascritto al collegio dei giureconsulti di Milano e, due anni dopo, venne eletto vicario di provvisione. Nel 1558 entrò nel novero dei sessanta decurioni della città per poi divenire ambasciatore per conto dell'amministrazione comunale di Milano, assieme ad Alessandro Castiglioni ed a Francesco della Torre presso Filippo II di Spagna per recargli le felicitazioni dei cittadini per la conclusione della pace con la Francia. Lo stesso Filippo II, il 24 novembre 1560, lo nominò senatore a Milano. Con tale carica, nel 1561, fu ambasciatore assieme a Francesco Bossi, Carlo Visconti e Francesco della Torre presso Pio IV per complimentarsi con lui per la sua elezione al pontificato.
Nel 1569 venne proposto come presidente del magistrato straordinario, ma gli venne preferito Giovanni Battista Rainoldi. La sua persona venne presa in considerazione nel 1576 per la reggenza del Supremo Consiglio d'Italia, ma anche in questo caso il suo nome venne alla fine sostituito da quello di Danese Filiodoni. Quando quest'ultimo venne nominato gran cancelliere e dovette ritornare a Milano nel 1579, ancora una volta si fece il nome del Simonetta che questa volta venne accettato e partì alla volta della Spagna nel 1581.
Morì a Madrid l'11 gennaio 1584 e la sua salma venne sepolta nella cripta della chiesa dell'Hospital de los Italianos a della capitale spagnola.
Fu grande appassionato di botanica ed a Milano costituì uno dei primi orti botanici della città, nel quale raccolse diverse specie vegetali, alcune delle quali anche esotiche.

## Genealogia
|                                                |                                       |                                            | Genitori                                                      |  |  | Nonni |  |  | Bisnonni          |  |  | Trisnonni |  |
|                                                |                                       |                                            |                                                               |  |  |       |  |  | Antonio Simonetta |  |  | Gentile   |  |
|                                                |                                       |                                            |                                                               |  |  |       |  |  | Antonio Simonetta |  |  | Gentile   |  |
|                                                |                                       | ?                                          |                                                               |  |  |       |  |  | Antonio Simonetta |  |  |           |  |
| Giovanni Simonetta                             |                                       |                                            |                                                               |  |  |       |  |  | Antonio Simonetta |  |  |           |  |
|                                                |                                       | Margherita Meraviglia                      | ?                                                             |  |  |       |  |  |                   |  |  |           |  |
|                                                |                                       | Margherita Meraviglia                      | ?                                                             |  |  |       |  |  |                   |  |  |           |  |
|                                                |                                       | Margherita Meraviglia                      | ?                                                             |  |  |       |  |  |                   |  |  |           |  |
| Alessandro Simonetta, consignore di Torricella |                                       | Margherita Meraviglia                      |                                                               |  |  |       |  |  |                   |  |  |           |  |
|                                                |                                       | Marcolino Barbavara, signore di Gravellona | Giacomo Barbavara, signore di Gravellona                      |  |  |       |  |  |                   |  |  |           |  |
|                                                |                                       | Marcolino Barbavara, signore di Gravellona | Giacomo Barbavara, signore di Gravellona                      |  |  |       |  |  |                   |  |  |           |  |
|                                                |                                       | Marcolino Barbavara, signore di Gravellona | ?                                                             |  |  |       |  |  |                   |  |  |           |  |
| Caterina Barbavara                             |                                       | Marcolino Barbavara, signore di Gravellona |                                                               |  |  |       |  |  |                   |  |  |           |  |
|                                                |                                       | Donnina Casati                             | Francesco Casati                                              |  |  |       |  |  |                   |  |  |           |  |
|                                                |                                       | Donnina Casati                             | Francesco Casati                                              |  |  |       |  |  |                   |  |  |           |  |
|                                                |                                       | Donnina Casati                             | Antonia Casati                                                |  |  |       |  |  |                   |  |  |           |  |
| Scipione Simonetta, consignore di Torricella   |                                       | Donnina Casati                             |                                                               |  |  |       |  |  |                   |  |  |           |  |
|                                                | Guarnerio Castiglioni, conte palatino | Guido Castiglioni, conte palatino          |                                                               |  |  |       |  |  |                   |  |  |           |  |
|                                                | Guarnerio Castiglioni, conte palatino | Guido Castiglioni, conte palatino          |                                                               |  |  |       |  |  |                   |  |  |           |  |
|                                                | Guarnerio Castiglioni, conte palatino | Antonia Bossi                              |                                                               |  |  |       |  |  |                   |  |  |           |  |
| Giovanni Antonio Castiglioni, conte palatino   | Guarnerio Castiglioni, conte palatino |                                            |                                                               |  |  |       |  |  |                   |  |  |           |  |
|                                                |                                       | Antonia Bussone                            | Francesco Bussone il Carmagnola, conte di Castelnuovo Scrivia |  |  |       |  |  |                   |  |  |           |  |
|                                                |                                       | Antonia Bussone                            | Francesco Bussone il Carmagnola, conte di Castelnuovo Scrivia |  |  |       |  |  |                   |  |  |           |  |
|                                                |                                       | Antonia Bussone                            | Antonia Visconti                                              |  |  |       |  |  |                   |  |  |           |  |
| Antonia Castiglioni                            |                                       | Antonia Bussone                            |                                                               |  |  |       |  |  |                   |  |  |           |  |
|                                                |                                       | Ambrogio Arconati                          | Enrico Arconati                                               |  |  |       |  |  |                   |  |  |           |  |
|                                                |                                       | Ambrogio Arconati                          | Enrico Arconati                                               |  |  |       |  |  |                   |  |  |           |  |
|                                                |                                       | Ambrogio Arconati                          | Lucia della Croce                                             |  |  |       |  |  |                   |  |  |           |  |
| Elisabetta Arconati                            |                                       | Ambrogio Arconati                          |                                                               |  |  |       |  |  |                   |  |  |           |  |
|                                                |                                       | Susanna Grassi                             | ?                                                             |  |  |       |  |  |                   |  |  |           |  |
|                                                |                                       | Susanna Grassi                             | ?                                                             |  |  |       |  |  |                   |  |  |           |  |
|                                                |                                       | Susanna Grassi                             | ?                                                             |  |  |       |  |  |                   |  |  |           |  |
|                                                |                                       | Susanna Grassi                             |                                                               |  |  |       |  |  |                   |  |  |           |  |